# 赫尔斯顿
赫尔斯顿（Helston）是英格蘭康沃爾郡的一個城市。2011年，赫爾斯通有人口11,700人。赫爾斯通是英國不列顛部分最南端的城市。